# 77e parallèle sud
Pour les articles homonymes, voir 77e parallèle.
En géographie, le 77e parallèle sud est le parallèle joignant les points de la surface de la Terre dont la latitude est égale à 77° sud.

## Géographie

### Dimensions
Dans le système géodésique WGS 84, au niveau de 77° de latitude sud, un degré de longitude équivaut à 25,121 km ; la longueur totale du parallèle est donc de 9 044 km, soit environ 22,5 % de celle de l'équateur. Il en est distant de 8 550 km et du pôle Sud de 1 452 km,.

### Régions traversées
Le 77e parallèle sud passe au-dessus de l'Antarctique sur les trois quarts de sa longueur, le reste étant situé sur l'océan Austral.
Le tableau ci-dessous résume les différentes zones traversées par le parallèle, d'ouest en est :
| Zone                           | Début                 | Fin                   | Longueur (km) |
| ------------------------------ | --------------------- | --------------------- | ------------- |
| Antarctique                    | 77° 00′ S, 31° 46′ O  | 77° 00′ S, 162° 41′ E | 4 885         |
| Océan Austral (mer de Ross)    | 77° 00′ S, 162° 41′ E | 77° 00′ S, 150° 41′ O | 1 171         |
| Archipel Marshall              | 77° 00′ S, 150° 41′ O | 77° 00′ S, 149° 29′ O | 30            |
| Océan Austral                  | 77° 00′ S, 149° 29′ O | 77° 00′ S, 149° 09′ O | 8             |
| Île Przybyszewski              | 77° 00′ S, 149° 09′ O | 77° 00′ S, 148° 31′ O | 16            |
| Océan Austral                  | 77° 00′ S, 148° 31′ O | 77° 00′ S, 146° 14′ O | 57            |
| Antarctique                    | 77° 00′ S, 146° 14′ O | 77° 00′ S, 145° 57′ O | 7             |
| Océan Austral                  | 77° 00′ S, 145° 57′ O | 77° 00′ S, 145° 33′ O | 10            |
| Antarctique                    | 77° 00′ S, 145° 33′ O | 77° 00′ S, 76° 51′ O  | 1 726         |
| Océan Austral (mer de Weddell) | 77° 00′ S, 76° 51′ O  | 77° 00′ S, 31° 46′ O  | 1 133         |